# Ибрахим Бабовић
Ибрахим Бабовић (Требиње, 1907 — 1934) је био политички радник. 

## Биографија
Рођен је крајем 1907. године у Требињу. Члан СКОЈ-а је постао 1924, а члан Комунистичке партије Југославије 1926. године. У периоду од 1927. до 1929. године радио је у Пожаревцу на организовaњу СКОЈ-а и Партије. 
Од краја 1929. до фебруара 1930. године био је секретар Месног комитета КПЈ у Београду. 
Године 1930. ухапшен је и осуђен на 7 година робије. Због покушаја бекства из  сремскомитровачке казнионице, у фебруару 1933. осуђен је на још два месеца затвора које је издржао у Старој Градишци.
У новембру 1933. поново је пребачен у Сремску Митровицу, одакле је због учешћа у штрајку глађу, 1934. пребачен у Лепоглаву, где је, од рана и туберкулозе, умро 4. октобра 1934. године у затворској болници.
Његова супруга је Спасенија Цана Бабовић, истакнута друштвено-политичка радница, учесница НОР-а и народни херој.